# 美龍駅
美龍駅（ミリョンえき）は、大韓民国慶尚北道栄州市にかつて存在した韓国鉄道公社の駅である。

## 歴史
- 1967年6月1日 - 小龍里駅として開業。
- 1967年10月26日 - 美龍駅に改称。
- 2001年7月1日 - 廃止。

## 隣の駅
韓国鉄道公社
慶北線
魚登駅 - 美龍駅 - 盤邱駅